# V Giochi panarabi
I V Giochi panarabi si sono svolti dal 6 al 21 ottobre 1976 a Damasco, in Siria. All'evento hanno partecipato un totale di 2.174 atleti, rappresentanti 11 nazioni del mondo arabo, i quali si sono sfidati in 18 sport.

## Assegnazione
Originariamente la quinta edizione dei Giochi doveva svolgersi in Libia, nel 1969, ma fu rimandata a causa del mancato completamento degli impianti sportivi: a seguito del colpo di Stato di Muʿammar Gheddafi, avvenuto nel 1969, la Libia rinunciò ad ospitare i Giochi. Il Sudan chiese di ospitare la competizione nel 1971, ma in seguito rifiutò. L'organizzazione passò quindi alla Siria, in un primo momento per il 1974, rimandata poi al 1976 a causa della guerra del Kippur.

## Nazioni partecipanti
| - Arabia Saudita - Bahrein - Emirati Arabi Uniti - Giordania - Kuwait - Marocco | - Mauritania - Palestina - Siria - Sudan - Yemen del Sud |

## Sport
| - Atletica - Calcio - Ciclismo - Ginnastica artistica - Judo - Karate - Lotta - Nuoto - Pallacanestro | - Pallamano - Pallanuoto - Pallavolo - Pugilato - Sollevamento pesi - Sport equestri - Tennis - Tennistavolo - Tiro con l'arco |

## Medagliere
| Pos. | Nazione        |    |    |    | Totale |
| ---- | -------------- | -- | -- | -- | ------ |
| 1    | Siria          | 61 | 42 | 19 | 122    |
| 2    | Marocco        | 38 | 17 | 15 | 70     |
| 3    | Sudan          | 10 | 9  | 8  | 27     |
| 4    | Kuwait         | 4  | 6  | 10 | 20     |
| 5    | Arabia Saudita | 3  | 4  | 19 | 26     |
| 6    | Giordania      | 2  | 5  | 7  | 14     |
| 7    | Bahrein        | 1  | 5  | 17 | 23     |
| 8    | Yemen del Sud  | 0  | 0  | 1  | 1      |